# Mandiso
Mandiso is een plaats en commune in het zuiden van Madagaskar, behorend tot het district Tôlanaro, dat gelegen is in de regio Anosy. Tijdens een volkstelling in 2001 telde de plaats ongeveer 6000 inwoners.
De plaats biedt lager onderwijs aan. 98% van de bevolking is landbouwer. Er wordt met name rijst verbouwd. Ook worden er zoete aardappelen en cassave verbouwd. 2% van de bevolking is werkzaam in de dienstensector.